# La morte non sa leggere
La morte non sa leggere (A Judgement in Stone) è un romanzo giallo di Ruth Rendell, pubblicato nel 1977.

## Trama
Sin dall'inizio si sa cosa ha commesso Eunice, in apparenza vi è anche una specie di ragione: il non aver mai imparato a leggere e scrivere. Eunice, giunta a 47 anni, ottiene un posto di governante presso un'ottima famiglia che di lei si fida, o meglio, quelli tra i suoi membri che hanno avuto qualche dubbio sulla persona, si sono gettati dietro le spalle tali dubbi, vista l'innegabile competenza della donna e la sua precisione nello svolgere tutti i compiti previsti ed imprevisti. Eppure Eunice aveva già compiuto azioni criminose: aveva soffocato il padre, senza che il medico si insospettisse; aveva inoltre ricattato qualche persona, traendone di che vivere. L'impiego presso i Coverdale era il primo della sua vita e le sue referenze non erano quasi state controllate.
Tutti i membri della famiglia Coverdale brillavano per la loro cultura: la sera del massacro, stavano seguendo l'opera Don Giovanni di Mozart trasmessa dalla BBC, prendevano appunti, registravano e discutevano. Eunice però era stata licenziata e per lei quella era l'ultima sera. Tuttavia l'iniziativa di massacrare la famiglia non era stata sua, ma di Joan Smith, con la quale era stata a una funzione religiosa.
Joan Smith era membro di una congregazione non gerarchizzata e, poiché bastava confessare i propri peccati, la Smith, con una confessione-shock era considerata un'eletta tra gli eletti. Solo il marito Norman comprendeva che Joan scivolava in una forma di alienazione, ma temeva alquanto la donna e cercava di stare lontano da lei come dalla setta. Tra le azioni sconsiderate di Joan, c'era anche il continuo aprire le lettere degli abitanti del villaggio, per poi additarli come peccatori, e questo ricadeva inevitabilmente sul capo di Norman, responsabile del servizio postale del luogo.
Anche i Coverdale avevano sporto lamentele sull'apertura della loro corrispondenza, ma ignoravano i particolari della vita di Joan Smith e quando l'avevano trovata in casa loro, le avevano intimato di non ripresentarsi. Così Eunice la frequentava solo fuori casa. Divenuta sempre più scontrosa, la donna aveva una sostenitrice in Melinda, la figlia ventenne dei Coverdale. La ragazza pensava che Eunice non fosse trattata sufficientemente bene e, con l'incosciente entusiasmo dei giovani, aveva cercato in ogni modo di avvicinare la fredda governante, finché aveva scoperto che la donna era incapace di leggere. In quel momento, nonostante l'offerta di Melinda di insegnare a Eunice, questa si era rivoltata, minacciando rivelazioni e profferendo insulti a Melinda. Appreso l'accaduto, il signor Coverdale aveva immediatamente licenziato la donna, dandole una settimana di preavviso.
E l'ora di andarsene era arrivata: mentre i Coverdale seguivano l'opera alla televisione, Joan aveva riportato Eunice a casa, dopo aver invocato la vendetta divina su di loro. Presi i fucili di Coverdale e del figliastro Giles, Joan li aveva caricati con facilità e ne aveva dato uno a Eunice. Il massacro, prima di George, poi di Giles e infine di Melinda e Jacqueline, era avvenuto in un'ebbrezza incontrollabile: le due donne avevano vandalizzato la stanza da letto dei coniugi Coverdale e in parte anche la sala. Andandosene, Joan aveva preso un registratore di Melinda (senza un vero motivo), poi era salita sul furgoncino del marito e, guidando in preda all'esaltazione, era finita contro un muro.

Dall'incidente Joan esce viva, ma è in coma. Eunice non lo sa, e vedendo passare il tempo, decide di avvertire la polizia del massacro e sostiene di averlo scoperto dopo il ritorno dalla funzione. Per qualche tempo non si sospetta di lei, che mantiene un atteggiamento impassibile. Le indagini sono condotte dall'ispettore capo Vetch di Scotland Yard. Dopo le inevitabili cantonate, un signore porta all'ispettore il registratore di Melinda, trovato nel furgoncino e messo in vendita da Norman, che però non aveva idea di cosa contenesse. Per Eunice è la fine: il processo, il carcere, nessuna palese manifestazione di pentimento. Ma, nel luogo di pena, lei rifiuta di farsi aiutare: 

## Personaggi
- Eunice Parchman, governante a Lowfield Hall.
- Annie Cole, amica londinese di Eunice Parchman.
- George Coverdale, industriale londinese e proprietario di Lowfield Hall. È sposato in seconde nozze, dopo essere rimasto vedovo della prima moglie.
- Peter, primogenito di George.
- Audrey, moglie di Peter Coverdale.
- Paula Caswall, secondogenita di George, sposata con Brian Caswall.
- Melinda, ultimogenita di George, 20 anni, vive ancora con i genitori.
- Jacqueline Mont, seconda moglie di George, ha divorziato dal primo marito, Jeffrey Mont, finito in una clinica psichiatrica.
- Giles Mont, diciassette anni, figlio di Jacqueline e di Jeffrey.
- Eva Baalham, anziana domestica dei Coverdale, ormai poco efficiente nel lavoro.
- Geoff Baalham, giovane cugino di Eva, compie consegne a domicilio.
- Joan Smith, titolare con il marito di un negozio alimentare, divenuta amica di Eunice.
- Norman Smith, marito di Joan, gestisce anche il servizio postale locale.

## Opere derivate
Nel 1986 il libro ha avuto una trasposizione cinematografica in un film omonimo, con sceneggiatura di Ruth Rendell, regia di Ousama Rawi; nei ruoli principali: Rita Tushingham, Ross Petty, Shelley Peterson, Jonathan Crombie, Jessica Steen, Jackie Burroughs.
Nel 1995 è uscito  un altro adattamento, Il buio nella mente, regia di Claude Chabrol, con Isabelle Huppert, Sandrine Bonnaire, Jacqueline Bisset, Virginie Ledoyen e Jean-Pierre Cassel.

## Edizioni in italiano
- Ruth Rendell, La morte non sa leggere,  A. Mondadori, Milano1987
- Ruth Rendell, La morte non sa leggere, traduzione di Rosalba Buccianti, collana Il Giallo Mondadori n. 2121, Milano 1989
- Ruth Rendell, La morte non sa leggere, traduzione di Rosalba Buccianti, Oscar narrativa 1144, A. Mondadori, Milano 1991
- Ruth Rendell, La morte non sa leggere, traduzione di Rosalba Buccianti, Bestsellers 655, A. Mondadori, Milano 1991
- Ruth Rendell, La morte non sa leggere, traduzione di Rosalba Buccianti, La Biblioteca di Repubblica, Roma 2005